# Arion obesoductus
Arion obesoductus је пуж из реда Stylommatophora и фамилије Arionidae. 

## Угроженост
Подаци о распрострањености ове врсте су недовољни.

## Распрострањење
Ареал врсте је ограничен на једну државу. 
Аустрија је једино познато природно станиште врсте.